# Neofungella californica
Neofungella californica är en mossdjursart som beskrevs av Banta 1967. Neofungella californica ingår i släktet Neofungella och familjen Cerioporidae. Inga underarter finns listade i Catalogue of Life.